# Crni hoko
Crni hoko (lat. Crax alector) je vrsta ptice iz roda Crax, porodice Cracidae.
Živi u vlažnim šumama sjevernog dijela Južne Amerike u Kolumbiji, Venecueli, Guayanasu i sjevernom Brazilu, na nadmorskoj visini do 1.500 metara.
Prosječno je duga oko 92 centimetra. Jedina je vrsta u svom rodu u kojoj se mužjak i ženka ne mogu razlikovati po boji perja, zato što oba spola imaju većinom sjajno crno perje i žut ili narančasto-crven gornji dio kljuna. Gornji dio kljuna je žute boje, a vrh kljuna je sivkast. Trbuh i podrepno područje su bijele boje. Noge su plavkasto-sive.